# پرس سینه

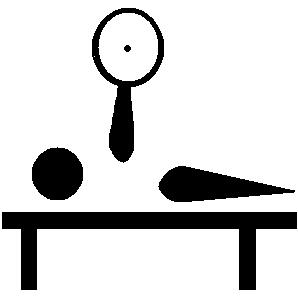
تصویرنگاشت پرس سینه

پرس سینه یا چِست پرِس (به انگلیسی: chest press) یک تمرین قدرتی است که در آن شخص به حالت طاقباز قرار گرفته و وزنه را در بالای سینه خود مهار می‌کند. این حرکت معمولاً بر روی نیمکت و با هالتری که با صفحه‌های فلزی سنگین شده انجام می‌شود و البته از دمبل هم می‌توان برای این حرکت استفاده کرد. عضله سینه‌ای بزرگ ماهیچه اصلی در این حرکت است اما تمام عضلات بالاتنه از جمله ماهیچه دالی (بخش جلویی سرشانه)، ماهیچه دندانه‌ای پیشین (بخش پهلویی قفسه سینه، ماهیچه غرابی بازویی، ماهیچه ذوزنقه‌ای (بخش بالای پشت) و پایدارکننده‌های شانه نیز در این حرکت فعال هستند و در صورتی که فاصله دست‌ها کم باشد عضله اصلی درگیر در این حرکت عضله پشت بازو خواهد بود چراکه هر قدر دستها جمع‌تر باشد مفصل آرنج فشار بیشتری را تحمل می‌کند و انرژی اصلی این مفصل در این حرکت از عضله پشت بازو (سه سر بازویی) تأمین می‌شود و هر قدر دست بازتر باشد مفصل شانه حرکت بیشتری دارد و انرژی حرکت را عضلات سینه‌ای تأمین می‌کنند.

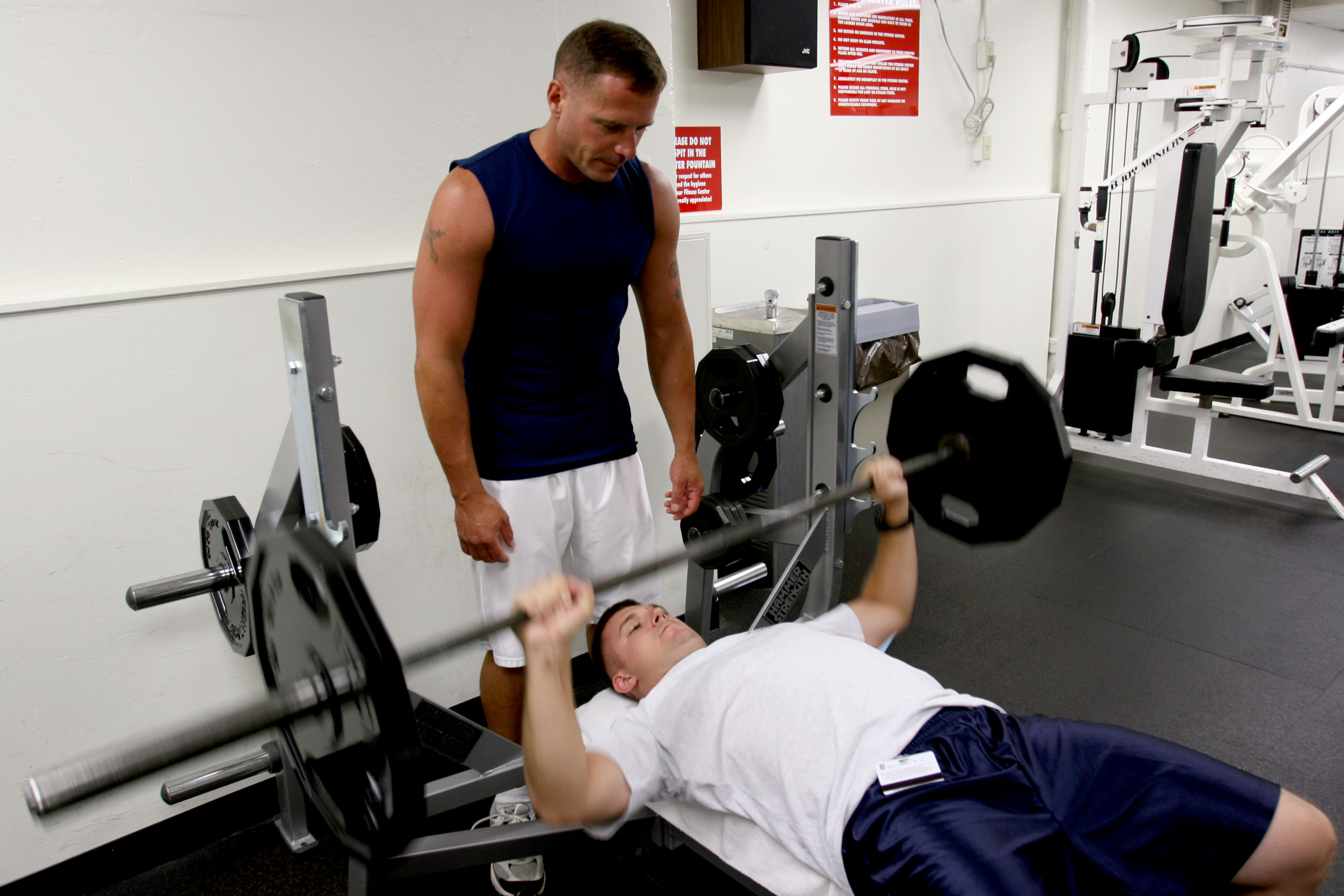
پرس سینه

تمرین پرس سینه را می‌توان علاوه بر میز تخت، روی میز شیبدار هم اجرا نمود. اگر شیب میز مثبت باشد، فشار بیشتری به عضلات بالایی سینه وارد می‌شود. در صورت منفی بودن شیب میز، فشار اصلی روی عضلات زیر سینه اعمال می‌گردد.
پرس سینه به همراه اسکات و لیفت از حرکات پایه در بدنسازی با وزنه و وزنه‌برداری قدرتی محسوب می‌شوند.